# Марина Абрамович

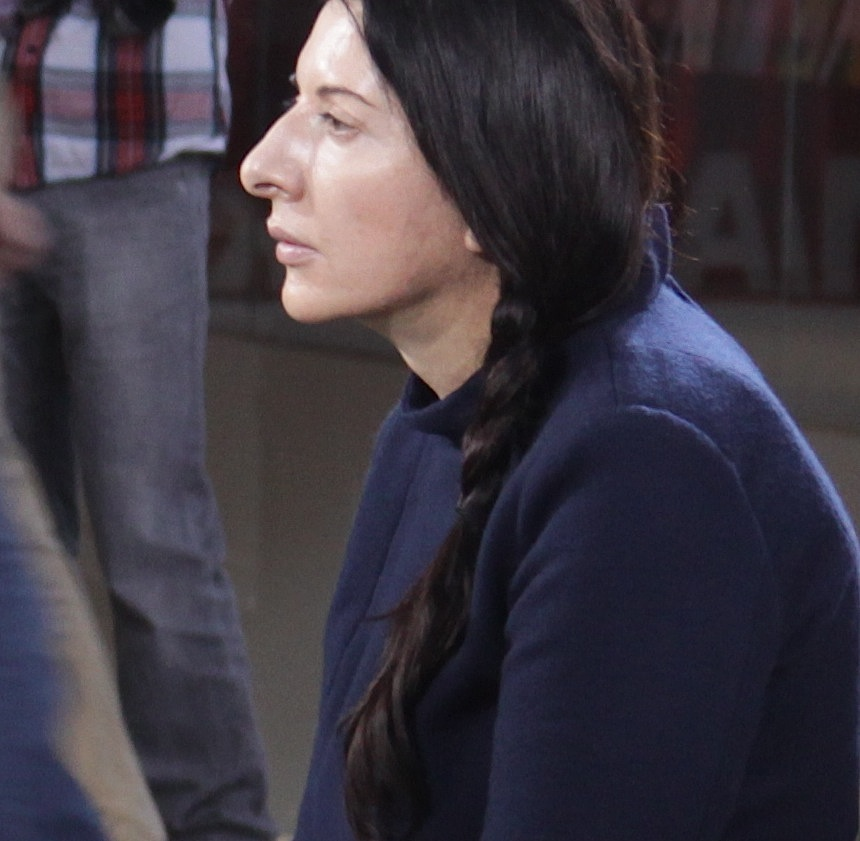
У Музеї сучасного мистецтва (Нью-Йорк, 2010)

Мари́на Абра́мович (серб. Марина Абра́мовић; 30 листопада 1946, Белград, СФРЮ) — сербська перформерка, фотографка, скульпторка, продюсерка, режисерка та сценографка, звукова і відеомисткиня, викладачка університету. У своїх роботах досліджує стосунки між митцем і публікою, границі тіла та можливості розуму.
Удостоєна Золотого лева на Венеціанському бієннале 1997 року за перформанс «Балканське бароко», у якому вручну перемивала купу кривавих кісток в пам'ять про жертв Югославських воєн.
У своїх перформансах Абрамович досліджує людські проблеми і проблеми, породжені людьми. У кожній з робіт вона демонструє можливості людського тіла, адже постановки потребують неабиякої фізичної та психологічної витривалості. Через це Абрамович не завжди бере участь у власних перформансах з огляду на вік та здоров'я і готує для них відібраних людей, яких вчить і тренує фізичній та психологічній витривалості.
Інсталяції Абрамович іноді шокували публіку: у 1988 році людина знепритомніла на її виставці.

## Біографія
Народилася  30 листопада 1946 року в Белграді (Сербія), яка тоді була частиною Югославії. Все життя вона говорила: «Я з країни, якої більше не існує». В інтерв'ю Абрамович описала свою сім'ю як «червону буржуазію». Її батьки, Даниця Росич і Войо Абрамович, були югославськими партизанами під час Другої світової війни. Після війни вони стали «національними героями» і отримали посади в повоєнному югославському уряді. Батько став командувачем, а мати спершу майором в армії, а у 1960-х директоркою Музею Революції та Мистецтва у Белграді.
У часи війни Марину до 6 років виховували бабуся і дідусь. Її бабуся була глибоко релігійною, тому Абрамович «провела своє дитинство в церкві, дотримуючись ритуалів бабусі — свічки вранці, священник, що часто заходив, тощо».
У 6 років, після народження брата, Марина почала жити з батьками. Мати змушувала її ходити на уроки фортепіано, хоча музичний слух вона мала кепський («...я мала вчити 12 виразів французькою щодня»), а також англійської та французької.
Марина рано зацікавилася живописом, хоча й не брала уроків малювання. У 14 років вона просить батька купити їй олійні фарби. Один із друзів батька, щоб показати їй, як ними користуватися, поклав полотно на підлогу, виплеснув на нього суміш фарб і підірвав. Тоді Абрамович усвідомила, що у мистецтві «процес важливіший за результат».
1964 року батько залишив сім'ю, Марину з братом виховувала мати. Життя під суворим наглядом було важким: «Мати взяла повний контроль наді мною та моїм братом у військовому стилі...» (з інтерв’ю 1998-го), «...мені не дозволяли виходити з дому після 10 години ночі, поки мені не виповнилося 29 років <...> усі перфоманси, що я робила в Югославії, завершувалися до 10 вечора, тому що в цей час я мала бути вдома. Це абсолютне божевілля, але всі мої порізи, шмагання, самопідпали, які могли позбавити мене життя, виконувалися до 10 вечора».
З 1965 по 1970 рік Абрамович була студенткою Академії образотворчих мистецтв у Белграді. Закінчила аспірантуру в Академії образотворчих мистецтв у Загребі в Хорватії у 1972 році. Повернулася до Сербії, де з 1973 по 1975 рік викладала в Ново-Садській Академії образотворчих мистецтв, даючи перші сольні виступи.
З 1971 до 1976 року була одружена з Нешем Париповичем.
У 1976 році поїхала до Амстердама виконати перфоманс і вирішила туди переїхати. Після переїзду познайомиласяя з західнонімецьким перформансистом Улаєм. Того ж року почала жити та виступати з ним. В 12-річних стосунках та творчій співпраці з ним Абрамович створила багато значущих творів нематеріального мистецтва. У 1988 вони розлучилися у формі перформансу «Коханці».
З 1990 по 1995 рік Абрамович була запрошеною професоркою Паризької Академії мистецтв та Берлінського університету мистецтв. З 1992 по 1996 рік була запрошеною професоркою Вищої школи мистецтв Гамбурга, а з 1997 по 2004 рік була професоркою перформансу у Вищій школі мистецтва Брауншвейга.
1997 року отримала премію «Золотий лев» 47-й Венеціанської бієнале за роботу «Балканське бароко» — перемивання гори закривавлених кісток у пам'ять про жертв війни в Югославії.
У березні-травні 2010 року Музей сучасного мистецтва Нью-Йорку провів велику ретроспективу і відтворення перформансів Абрамович.
У 2018 році Марина Абрамович випустила автобіографію «Пройти крізь стіни».
24 лютого 2022 року після російського вторгнення на територію України мисткиня висловилась на підтримку українців. 25 лютого вона опублікувала [Архівовано 23 березня 2022 у Wayback Machine.] відеозвернення, де заявила, що «повністю солідарна з українцями в цей неможливий день». Також Офіс Президента України опублікував [Архівовано 23 березня 2022 у Wayback Machine.] лист художниці, де вона закликає світ об'єднатися для допомоги українцям та президенту Володимиру Зеленському.
Після того у мережі з'явилася інформація, що Абрамович готова повторити свій знаменитий перфоманс «Художник присутній», аби зібрати кошти на підтримку України у російській агресії.

## Перші роботи
Абрамович почала працювати в жанрі перформансу в 1973–74 роках, продемонструвавши серію перформансів під заголовком «Ритм», спрямованих проти політики соціалістичної Югославії.

### «Ритм 10» (1973)
У своєму першому виступі в Единбурзі в 1973 році Абрамович досліджувала елементи ритуалу та жесту. Використовуючи 20 ножів і два магнітофони, мисткиня грала в російську рулетку, встромляючи ножі між розчепірених пальців руки. Кожного разу, коли вона різалася, Абрамович брала новий ніж і повторювала гру спочатку, записуючи весь процес на магнітофон. Порізавшись 20 разів, вона переслухала запис, намагаючись повторити ті ж рухи і помилки, зливши минуле і сьогодення.  З цього перфомансу Абрамович почала досліджувати стани свідомості виконавця, а також фізичні та психологічні обмеження тіла. «Як тільки ви входите у стан продуктивності, ви можете підштовхнути своє тіло робити те, що ви ніколи не могли б робити зазвичай».

### «Ритм 5» (1974)
У другому перфомансі Абрамович намагалася відродити енергію надзвичайного тілесного болю, використовуючи велику залиту нафтою зірку, яку запалила на початку дії. Стоячи за межами зірки, Абрамович підстригала собі нігті на руках та ногах і волосся. Відрізане вона кидала у полум'я, що створювало спалахи світла. Горіння комуністичної п'ятикутної зірки символізувало фізичне і психічне очищення, а також зверталося до політичних традицій її минулого. В останньому акті очищення Абрамович стрибнула через полум’я в центр великої зірки. Спершу через світло та дим аудиторія не зрозуміла, що вона втратила свідомість від нестачі кисню. Однак, коли полум’я підійшло дуже близько до її тіла, а Абрамович все ще не рухалася, лікарі та інші втрутилися і витягли її з зірки.
Пізніше мисткиня прокоментувала цей досвід: «Я була дуже розлючена, тому що зрозуміла, що існує фізична межа. Коли ви втрачаєте свідомість, ви не можете бути присутніми, ви не можете виступати».

### «Ритм 2» (1974)
Інтегрувавши досвід Ритму 5, Абрамович розробила двоактний Ритм 2, щоб включити стан непритомності у виставу. Вона виконувала роботу в галереї сучасного мистецтва в Загребі в 1974 році. У першому 50-хвилинному акті вона вживала ліки, які, за її словами, дають «пацієнтам, які страждають на кататонічний синдром, щоб змусити їх змінити положення тіл». Ліки змусили її м'язи сильно скорочуватися, і вона втратила повний контроль над своїм тілом, залишаючись в курсі того, що відбувається. Після 10-хвилинної перерви вона прийняла другий препарат, який «давали хворим на шизофренію з розладами насильницької поведінки, щоб їх заспокоїти». Виступ закінчився через 5 годин, коли дія ліків скінчилася.

### «Ритм 4» (1974)
Перфоманс «Ритм 4» був виконаний в Мілані. У цьому творі роздягнена Абрамович стояла на колінах у кімнаті з потужним промисловим вентилятором. Вона повільно підійшла до вентилятора, намагаючись вдихнути якомога більше повітря, щоб розширити свої легені. Невдовзі вона втратила свідомість.
Через досвід «Ритму 5», коли глядачі втручалися у виставу, вона розробила план, щоб втрата свідомості не перервала виступ до його завершення. Перед початком виступу Абрамович попросила оператора зосередитися тільки на її обличчі, не знімаючи вентилятор, щоб аудиторія не звертала уваги на її непритомність і тому навряд чи втручалася. Проте після кількох хвилин непритомності Абрамович оператор відмовився продовжувати і покликав на допомогу.

### «Ритм 0» (1974)
Щоб перевірити межі зв'язку між митцем і аудиторією, Абрамович в 1974 році створила один зі своїх найскладніших і найвідоміших перформансів. Виконуючи пасивну роль, а аудиторії — роль сили, яка діяла на неї, Абрамович розмістила на столі 72 об'єкти, якими люди могли користуватися як завгодно. Табличка повідомляла їм, що вони не несуть відповідальності за жодні свої дії, усю відповідальність бере на себе авторка. Деякі з об'єктів могли приносити задоволення, тоді як іншими можна було завдавати болю. Серед них були троянда, перо, мед, батіг, оливкова олія, ножиці, скальпель, ніж і навіть пістолет з одним патроном. Протягом 6 годин публіка могла діяти на свій розсуд, в тому числі маніпулюючи тілом і рухами мисткині. Це перевірило б, наскільки вразливими та агресивними можуть бути люди, коли їх дії не мають соціальних наслідків. Спочатку глядачі поводилися скромно й обережно, більшість людей була надзвичайно пасивною, але почавши усвідомлювати, що їхнім діям немає меж, люди стали агресивнішими. Наприкінці вистави Абрамович роздягли та знущаннями знецінили до образу, який вона описала як «Мадонна, мати і повія». Маючи початкову рішучість з'ясувати, як громадськість діє без наслідків, пов'язаних із їхніми вчинками, вона врешті зрозуміла, що громадськість цілком могла вбити її заради особистого задоволення:

Отриманий мною досвід говорить про те, що якщо залишати рішення за публікою, тебе можуть убити. <…> Я відчувала себе зґвалтованною: вони різали мій одяг, встромляли шипи троянди в живіт, <…> хтось порізав мою шию та почав пити кров <…> один узяв пістолет і прицілився мені в голову, але інший забрав зброю. Запанувала атмосфера агресії. Рівно через шість годин, як і планувалося, я встала і пішла у напрямку до публіки. Всі кинулися геть, рятуючись від реального протистояння.

У своїх роботах Абрамович підтверджує власну ідентичність через точку зору інших, і, що важливіше — розкриває і демонструє ідентичність і природу людства в цілому. Індивідуальний досвід перетворюється на колективний і створює потужні меседжі. Мистецтво Абрамович також являє собою об’єктивацію жіночого тіла, оскільки вона залишається нерухомою і дозволяє людям робити з її тілом що їм заманеться; аудиторія розсуває межі того, що можна вважати прийнятним. Представляючи своє тіло як об'єкт, вона досліджує елементи небезпеки та фізичного виснаження.

## Роботи з Улаєм
На початку співпраці Абрамович з Улаєм, основними концепціями, які вони досліджували, були Его та художня ідентичність. Вони утворили колективну істоту під назвою «Інший», і говорили про себе як про частини «двоголового тіла». Вони одягалися і поводилися як близнюки і створювали стосунки повної довіри. Вони створили «роботи стосунків», що характеризуються постійним рухом, зміною, процесом і «життєвим мистецтвом». Це був початок десятиліття впливової спільної роботи. Обох цікавили традиції своєї культурної спадщини та бажання особистості до ритуалу. Та коли вони визначили свою фантомну ідентичність, їхні індивідуальні ідентичності стали менш доступними.

Роботи Абрамович та Улая перевіряли фізичні межі тіла та досліджували чоловічі та жіночі принципи, психічну енергію, трансцендентальну медитацію та невербальне спілкування. У той час як деякі критики досліджували ідею гермафродитного стану буття, сама Абрамович заперечує, що розглядає це як свідоме поняття. Її дослідження тіла, як вона наполягає, завжди стосувалися тіла як одиниці особистості, тенденції, яку вона простежує до військового минулого своїх батьків. Замість того, щоб займатися гендерними ідеологіями, Абрамович/Улай досліджували екстремальні стани свідомості та їх зв’язок з архітектурним простором. Вони створили серію робіт, у яких їхні тіла створювали додатковий простір для взаємодії з аудиторією.  

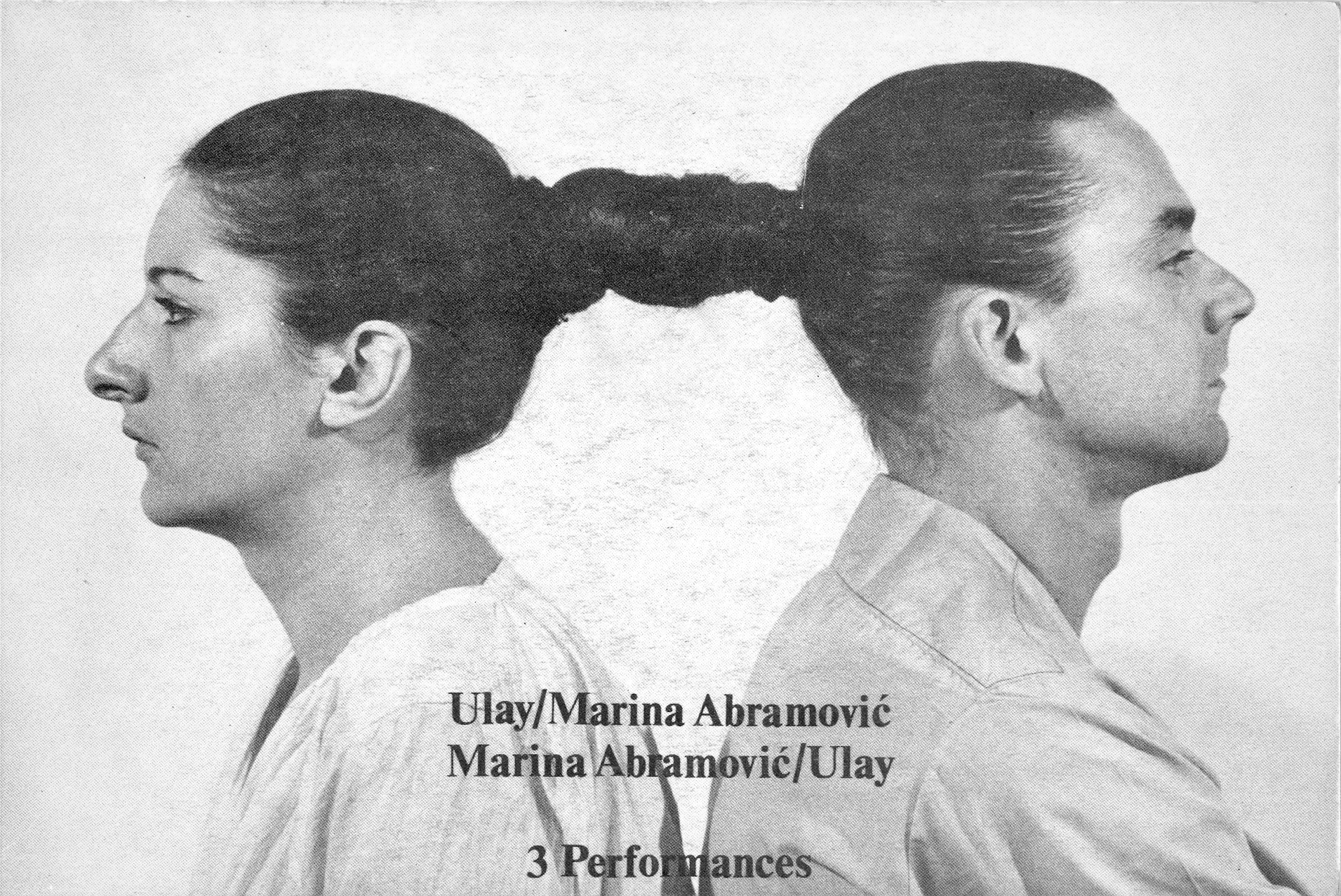
Обкладинка книги «3 перформанси», 1978. Collectie Gelderland

### «Відносини в просторі» (1976)
Роздягнуті Абрамович і Улай бігли назустріч одне одному і зіштовхувалися, повторюючи це знову і знову. Це символізувало бажання поєднати фемінну та маскулінну енергії та створити дещо третє, що вони називали «Та Сутність».

### «Відносини у русі» (1977)
Пара кермувала машиною в музеї протягом 365 кіл; з автомобіля сочилася чорна рідина, утворюючи своєрідну скульптуру, кожне коло символізує рік. Після 365 кіл ідея полягала в тому, що вони вступили в Нове тисячоліття.

### «Відносини у часі» (1977)
Абрамович та Улай сиділи спиною до спини, зв’язані хвостами з волосся, 16 годин. Потім вони дозволили публіці увійти до кімнати, щоб побачити, чи можуть вони використовувати енергію публіки, щоб розширити свої межі ще далі.

### «Смерть себе» (1977)
Абрамович та Улай з’єднали роти і вдихали видихи одне одного, поки не використали весь доступний кисень. Через 17 хвилин від початку перфомансу їхні легені наповнилися вуглекислим газом і обоє впали на підлогу без свідомості. Цей твір досліджував ідею здатності індивіда поглинати життя іншої людини, змінюючи й знищуючи її.

### «Imponderabilia» (1977,  2010)
Оголені Абрамович та Улай стоять у вузькому дверному отворі. Щоб пройти, публіка мусить втиснутися між ними, при цьому вибравши, з ким із них зіткнутися. У 2010 році перформанс було відтворено.

### «ААА-ААА» (1978)
Абрамович та Улай стояли одне навпроти одного і вимовляли довгі звуки з відкритими ротами. Вони поступово підходили все ближче, поки не закричали один одному в рот. Цей твір продемонстрував їхній інтерес до витримки та тривалості.

### «Сила спокою» (1980)
Абрамович та Улай врівноважували одне одного на протилежних боках натягнутого лука і стріли, спрямованої в серце Абрамович. Практично без зусиль Улай міг легко вбити Абрамович одним пальцем. Це символізувало домінування чоловіків і перевагу, яку вони мають у суспільстві над жінками. Рукоятку, найважливішу частину лука, тримала Абрамович, ніби підтримуючи його, позбавляючи себе життя.

### «Nightsea Crossing» (1981—1987)
Протягом 22 перфомансів Абрамович і Улай мовчки сиділи у кріслах одне навпроти одного по 7 годин на день.

### «Коханці» (1988)
Найтриваліший і останній спільний перформанс Абрамович та Улая тривав 90 днів. Їм знадобилося 8 років, щоб отримати дозвіл від китайського уряду на виконання роботи, до того моменту вони повністю розірвали стосунки. У 1988 році Абрамович і Улай здійснили духовну подорож, яка мала на меті покінчити з їхніми стосунками. «Ми не телефонували, як нормальні люди, одне одному, щоб сказати: «Все скінчено». Ми пішли до Великого китайського муру, щоб попрощатися». «Ця прогулянка стала суцільною особистою драмою. Улай стартував із пустелі Гобі, а я з Жовтого моря. Після того, як кожен із нас пройшов 2500 км, ми зустрілися в середині й попрощалися». Мисткиня сказала, що задумала цю прогулянку уві сні, і це, на її думку, було відповідним романтичним завершенням стосунків, сповнених містики, енергії та привабливості. «Нам потрібна була певна форма фіналу, після цієї величезної відстані, що йдемо одне до одного. Це дуже людське. Це в деякому роді драматичніше, більше схоже на кінець фільму <...> тому що, врешті, ти справді самотній, що б ти не робив». Під час подорожі Абрамович переосмислювала свій зв’язок із фізичним світом і природою. Вона відчувала, що метали в землі впливають на її настрій і стан; вона також розмірковувала над китайськими міфами, в яких Велика стіна описується як «дракон енергії».

## Пізні перфоманси

### «Чистка дзеркала» (1995)
Інсталяція складалася з 5 моніторів, які відтворювали кадри, на яких Абрамович розтирала брудний людський скелет на колінах. Вона енергійно очищувала різні частини скелета мильною водою. Кожен монітор присвячений одній частині скелета: голові, тазу, ребрам, кистям і ступням. Кожне відео транслювалося з власним звуком, створюючи ефект накладання. Коли скелет ставав чистішим, Абрамович покривалася сіруватим брудом, який покривав його. Ця тригодинна вистава наповнена метафорами тибетських обрядів смерті, які готують учнів стати єдиним цілим з власною смертністю.

### «Кулінарія духу» (1996)
У 1996 у співпраці з Джейкобом Семюелем Абрамович розробила кулінарну книгу «рецептів афродизіаків» під назвою «Spirit Cooking» (кулінарія духу). Ці «рецепти» мали бути «інструкціями до дій або думок». Наприклад, один із рецептів вимагає «13 000 грамів ревнощів», а інший — «змішати свіже грудне молоко зі свіжою спермою». Робота була натхненна поширеним переконанням, що привиди харчуються нематеріальними речами, такими як світло, звук та емоції.
У 1997 році Абрамович створила мультимедійну інсталяцію «Spirit Cooking», що включала білі стіни галереї з «загадково жорстокими інструкціями щодо рецептів», намальованими свинячою кров'ю.
Абрамович також опублікувала кулінарну книгу «Spirit Cooking», що містить комічно-містичні інструкції з самодопомоги, які мають бути просто поезією. Кулінарія духу пізніше перетворилася на форму вечері, яку Абрамович час від часу влаштовує для колекціонерів, донорів і друзів.

### «Балканське бароко» (1997)
Це знаковий перфоманс Абрамович провела у Венеції у відповідь на війну в Боснії. По 6 годин на день протягом 4 днів сидячи серед гори з півтори тисячі коров’ячих кісток та намагаючись відмити їх щіткою, плакала, співала балканські пісні і розповідала історії про своє рідне місто Белград, маючи на увазі етнічні чистки, які відбулися на Балканах у 1990-х роках.
За цю роботу Абрамович удостоєна нагороди «Золотий лев» на Венеціанській бієнале. Інші митці та мисткині реагували негайно, створювали роботи та протестували проти наслідків і жахів війни. Абрамович не могла змусити себе працювати над цим питанням так швидко, оскільки тема була занадто близькою для неї. Згодом Абрамович повернулася до Белграда, де взяла інтерв’ю у матері, батька та щуролова, які потім включила у твір.
Абрамович згадувала, як із кісток виходили черви та жахливий запах, оскільки влітку у Венеції було надзвичайно жарко. Як пояснює мисткиея, ідея чистити кістки, намагаючись видалити кров, неможлива. Кров не можна змити з кісток і рук, як не можна очистити війну від сорому. Вона хотіла дозволити образам говорити не тільки про війну в Боснії, а й про будь-яку війну в будь-якій точці світу.

### «Сім легких п’єс» (2005)
Починаючи з 9 листопада 2005 року, Абрамович презентувала перформанси у Музеї Гуггенгайма в Нью-Йорку. 7 ночей поспіль упродовж 7 годин вона відтворювала твори 5-тм перформерів, які вперше побачили світ у 60-х і 70-х, на додаток до повторного виконання власних. Виступи були важкими, вимагали як фізичної, так і розумової концентрації. Абрамович відтворила  «Кондиціонування» Джини Пейн, що вимагало лежати на каркасі ліжка, підвішеного над сіткою запалених свічок, і перформанс Віто Аккончі 1972 року, в якому він мастурбував під дошками підлоги галереї, коли відвідувачі йшли над головою. Абрамович повторно виконала ці твори як данину минулому, хоча багато перфомансів були змінені щодо оригіналів.

### «Художник присутній» (2010)
Одну з найвідоміших робіт, «The Artist Is Present», Абрамович проводила в Музеї сучасного мистецтва, під час великої ретроспективи її робіт, що відбувалася з 14 березня по 31 травня 2010 року. Це була найбільша виставка перформансу в історії MoMA (курував Клаус Бізенбах). Під час виставки Абрамович виконала «Художник присутній» — 736-годинний і 30-хвилинний статичний, мовчазний перформанс, у якому вона нерухомо сиділа на другому поверсі атріуму музею на дерев'яному стільці у прямокутнику зі скотчу на підлозі. Театральні прожектори освітлювали мисткиню та такий же стілець навпроти неї, на який запрошували по черзі сідати гостям музею, які чекали в черзі. Торкатися та говорити з Абрамович було заборонено, але з усіма, хто сідали на стілець, вона підтримувала зоровий контакт. Більшість гостей сиділи з художницею протягом 5 хвилин або менше, деякі — цілий день.
Наприкінці першого дня виставки сотні відвідувачів вишикувались біля музею протягом ночі, щоб зайняти чергу наступного ранку. Напруга у черзі виникала з розуміння, що кожна хвилину з Абрамович забирає час у тих, хто в черзі далі, тому одну людину в черзі знудило, інша почала роздягатися.
В цілому Абрамович сиділа навпроти 1545 людей, серед яких були Клаус Бізенбах, Джеймс Франко, Лу Рід, Алан Рікман, Джемайма Кірке, Дженніфер Карпентер і Бьорк. На прем'єрі також з'явився Улай, з яким Абрамович не бачилася багато років. Зустрівшись поглядами, обоє митців заплакали.
Італійський фотограф Марко Анеллі зробив портрети їх усіх, зібрані в книгу та представлені на виставці в галереї Danziger у Нью-Йорку.

## Роботи в Україні й на підтримку України

### «Кришталева стіна плачу» (2021)

Інсталяція «Кришталева стіна плачу» в Бабиному яру

5 жовтня 2021 до 80-х роковин розстрілів у Бабиному яру Марина Абрамович створила «Кришталеву стіну плачу» — 3-метрову стіну з чорного вугілля-антрациту завдовжки 40 метрів, з якої стирчать 75 блоків бразильського кварцу групами по три, розташовані у зоні голови, серця та живота.
На урочистому відкритті інсталяції 6 жовтня 2021 були присутні президенти трьох держав: України (Володимир Зеленський), Німеччини (Франк-Вальтер Штайнмаєр) та Ізраїлю (Іцхак Герцоґ). Абрамович запропонувала їм як учасникам перформансу доторкнутися своїм тілом до кришталю в зазначених місцях.
Інсталяцію було створено на замовлення Меморіального центру Голокосту «Бабин Яр», що є приватним проєктом.

### «У присутності художника» (2022)
Під час повномасштабного російського вторгнення в Україну, яке є частиною російсько-української війни, Марина Абрамович висловила підтримку українцям. 16 квітня в Нью-Йоркській галереї Шона Келлі мисткиня повторила свою знамениту роботу "У присутності художника" на благодійній основі .
Перформанс відтворював виступ у Музеї сучасного мистецтва у 2010 році, в якому мовчки сиділа на стільці, а гості музею по черзі сідали навпроти неї протягом 8 години на день. Можливість взяти участь виставили на благодійний аукціон, який відбувся 25 березня. Переможців торгів отримали фото з Абрамович роботи Марко Анеллі.
Усі доходи від аукціону мали спрямовуватись на підтримку організації Direct Relief, яка співпрацює з Міністерством охорони здоров'я України та іншими групами в регіоні для надання необхідної медичної допомоги – від кисневих концентраторів до ліків для надання невідкладної допомоги – та готувалося запропонувати більш довгострокову допомогу людям, які постраждали від війни Росії в Україні.

## Нереалізовані проєкти
Абрамович протягом кар'єри планувала кілька сольних виступів, які не вдалося реалізувати через відмову галерей демонструвати їх через провокативність або небезпечність.
Перформанс «Приходь помитися зі мною» планувався в галереї, одну з залів якої мали перетворити на пральню з раковинами, розміщеними по всьому периметру під стінами. Гості заходили в приміщення, де їх просили б зняти весь одяг, віддати Абрамови і чекати, доки вона випере, висушить та випрасує його. Далі вона б повернула людям одяг, і вони могли б одягтися і піти. Абрамович запропонувала ідею ще в 1969 році для Galerije Doma Omladine в Белграді. У пропозиції було відмовлено.
У 1970 році мисткиня запропонувала подібну ідею твою без назви тій же галереї, в якій також відмовили. Абрамович мала стояти перед публікою, одягнена у свій звичайний одяг. Збоку від сцени була вішалка для одягу, прикрашена одягом, який хотіла мати її мати. Абрамович брала б одяг один за одним і переодягалася в нього, а потім деякий час стояла перед публікою. Далі за її словами: «...з правої кишені спідниці беру пістолет, з лівої кулю. Я кладу кулю в патронник і повертаю. Приставляю пістолет до скроні. Натискаю на гачок». Виступ мав два можливі результати.
У список материного одягу входили:
- Важка коричнева шпилька для волосся;
- Біла бавовняна блузка в червоні цятки;
- Світло-рожевий бюстгальтер – на 2 розміри більший;
- Темно-рожевий важкий фланелевий сліпок[що це?] – на три розміри більший;
- Темно-синя спідниця – до середини литки;
- Важкі синтетичні панчохи кольору шкіри;
- Важке ортопедичне взуття зі шнурками.

## Контроверсія
- 10 квітня 2020 року компанія Microsoft опублікувала в YouTube рекламу за участю Марини Абрамович. У ролику вона розповідала про новий VR-перформанс «Життя», який різко критикувала громадськість. У соціальних мережах Абрамович звинуватили в сатанізмі, «крові, болю і канібалізмі в її мистецтві»[37][38]
- У 2019 поляки-віряни виступили проти виставки Марини Абрамович, звинувачуючи її в сатанізмі[39]